# Ferrovie Laziali
Die Ferrovie Laziali, abgekürzt FL (bis 2012 als FR – Ferrovie Regionali – bezeichnet) sind ein System, das die von Trenitalia betriebenen Vorort-Eisenbahnen im Großraum Rom umfasst, diese sind in den Verbundtarif Metrebus integriert. Es besteht derzeit aus acht Linien, die auf unterschiedliche Weise einen Regionalverkehr in das Umland ermöglichen. Der Betrieb wird von der Region Latium und der Metropolitanstadt Rom finanziert und in Auftrag gegeben. Von 1990 bis 2002 wurde das Bahnnetz als Ferrovie Metropolitane (FM) und von 2002 bis 2012 als Ferrovie Regionali (FR) bezeichnet. Die alten Abkürzungen sind in der Beschilderung noch allgegenwärtig.

## Linien
Bei den Linien FL1, FL2 und FL3 handelt es sich um S-Bahnen, die in der Hauptverkehrszeit viertelstündlich und in der Nebenverkehrszeit halbstündlich verkehren. Im Stadtgebiet gibt es an den Strecken eine hohe Haltestellendichte, wobei die Linien FL1 und FL3 in äußeren Stadtteilen teilweise im Tunnel verlaufen und als Ergänzung zu den drei Metro-Linien fungieren. Auf diesen Linien kommen Doppelstock-Triebwagen zum Einsatz, die einen barrierefreien Einstieg ermöglichen.
Die Züge, die auf der Strecke der FL2 verkehren und nicht in Lunghezza enden, werden ebenfalls als Linie FL2 bezeichnet. Dabei handelt es sich  um herkömmliche lokbespannte Regionalzüge, die mit Ausnahme der Endstation Tiburtina sämtliche Halte im Stadtgebiet von Rom bis auf Ponte Di Nona und Roma Prenestina überspringen und zeitweise nur stündlich verkehren.
Bei den Linien FL4, FL5, FL6, FL7 und FL8 handelt es sich um Regionalbahnzüge mit einer geringeren Haltestellendichte, wobei die Linien FL4 und FL5 zur Hauptverkehrszeit ebenfalls viertelstündlich verkehren. Die Linien FL6, FL7 und FL8 verkehren hingegen zeitweise nur zweistündlich. Die Linie FL4 soll in absehbarer Zeit eine eigene Trasse im Stadtgebiet und neue Haltepunkte erhalten. Für die Linien FL5 bis FL8 liegen hingegen keine konkreten Pläne für einen Ausbau vor.

### Linienverlauf
| Linie | Verlauf |
| ----- | --- |
|       | Orte – Gallese Teverina – Civita Castellana-Magliano – Collevecchio-Poggio Sommavilla – Stimigliano – Gavignano Sabino – Poggio Mirteto – Fara Sabina-Montelibretti – Piana Bella di Montelibretti – Monterotondo-Mentana – Settebagni – Fidene – Nuovo Salario – Val d’Ala – Roma Nomentana – Roma Tiburtina – Roma Tuscolana – Roma Ostiense – Roma Trastevere – Villa Bonelli – Magliana – Muratella – Ponte Galeria – Fiera di Roma – Parco Leonardo – Fiumicino Aeroporto |
|       | Tivoli – Marcellina-Palombara – Guidonia-Montecelio – Bagni di Tivoli – Lunghezza – Ponte di Nona – Salone – La Rustica UIR – La Rustica Città – Tor Sapienza – Palmiro Togliatti – Serenissima – Roma Prenestina – Roma Tiburtina |
|       | Viterbo Porta Fiorentina – Viterbo Porta Romana – Tre Croci – Vetralla – Capranica-Sutri – Oriolo – Manziana-Canale Monterano – Bracciano – Vigna di Valle – Anguillara – Cesano – Olgiata – La Storta – La Giustiniana – Ipogeo degli Ottavi – Ottavia – Roma San Filippo Neri – Roma Monte Mario – Gemelli – Roma Balduina – Appiano-Proba Petronia – Valle Aurelia – Roma San Pietro – Quattro Venti – Roma Trastevere – Roma Ostiense                                      |
|       | Hauptlinienweg: Roma Termini – Capannelle – Ciampino – Roma–Frascati: Hauptlinienweg – Ciampino – Frascati Roma–Laziale: Hauptlinienweg – Ciampino – Acqua Acetosa – Sassone – Pantanella – Marino Laziale – Castel Gandolfo – Villetta – Albano Laziale Roma–Velletri: Hauptlinienweg – Ciampino – Casabianca – Santa Maria delle Mole – Pavona – Cancelliera – Cecchina – Lanuvio – San Gennaro – Sant’Eurosia – Velletri                                                    |
|       | Civitavecchia – Santa Marinella – Santa Severa – Marina di Cerveteri – Ladispoli-Cerveteri – Torre in Pietra-Palidoro – Maccarese-Fregene – Roma Aurelia – Roma San Pietro – Roma Trastevere – Roma Ostiense – Roma Tuscolana – Roma Termini |
|       | Roma Termini – Capannelle – Ciampino – Tor Vergata – Colle Mattia – Colonna Galleria – Zagarolo – Labico – Valmontone – Colleferro-Segni-Paliano – Anagni-Fiuggi – Sgurgola – Morolo – Ferentino-Supino – Frosinone – Ceccano – Castro-Pofi-Vallecorsa – Ceprano-Falvaterra – Isoletta-San Giovanni Incarico – Roccasecca – Piedimonte-Villa Santa Lucia-Aquino – Cassino |
|       | Roma Termini – Torricola – Pomezia-Santa Palomba – Campoleone – Cisterna di Latina – Latina – Sezze Romano – Priverno-Fossanova – Monte San Biagio – Fondi-Sperlonga – Itri – Formia-Gaeta |
|       | Roma Termini – Torricola – Pomezia-Santa Palomba – Campoleone – Aprilia – Campo di Carne – Padiglione – Lido di Lavinio – Villa Claudia – Marechiaro – Anzio Colonia – Anzio – Nettuno |

## Geschichte
Wegen des zunehmenden Autoverkehrs in Rom führten die Ferrovie dello Stato am 15. April 1967 einen städtischen Eisenbahnbetrieb (servizio urbano) auf der Strecke nach Viterbo ein. Die Linie hatte eine Länge von 18 km und verkehrte zwischen den Bahnhöfen Tiburtina und Monte Mario, mit Halten in Tuscolana, Ostiense, Trastevere und San Pietro, die Fahrzeit betrug ungefähr 40 Minuten. Die Strecke wurde mit Dieseltriebwagen der Reihe ALn 668.1400 bedient. Später wurde die Linie bis zum Bahnhof La Storta verlängert und um weitere Zwischenhalte erweitert.
Auf der Grundlage des Gesetzes Nr. 396 vom 15. Dezember 1990 wurde 1994 mit dem Aufbau eines Vorortbahnnetzes mit der Bezeichnung Ferrovie Metropolitane (FM) begonnen. Die ersten beiden Linien, FM1 und FM2 (heute FL1 und FL2), nahmen mit Beginn des Sommerfahrplans den Betrieb auf. Noch 1994 folgten die Linien FM4 bis FM7, die Linie 3 kam erst 1999 dazu. Im Lauf der Zeit wurden diese Linien mehrmals verlängert oder im bisherigen Netz durch zusätzliche Haltepunkte ergänzt und der Taktfahrplan verdichtet. An der Strecke zum Flughafen Rom-Fiumicino (FM1) wurde die Zweigstrecke nach Fiumicino-Stadt im Jahr 2000 stillgelegt.
Wegen der Regionalisierung des öffentlichen Nahverkehrs wurden die Ferrovie Metropolitane (FM) 2004 in Ferrovie Regionali (FR) umbenannt die Planungszuständigkeit an die Region Latium abgegeben. Gleichzeitig bildete man aus der FR7-Zweiglinie nach Nettuno die neue Linie FR8. Zwischen 2012 und 2013 erfolgte die zunächst inoffizielle Umbenennung in Ferrovie Laziali (FL).

## Bilder

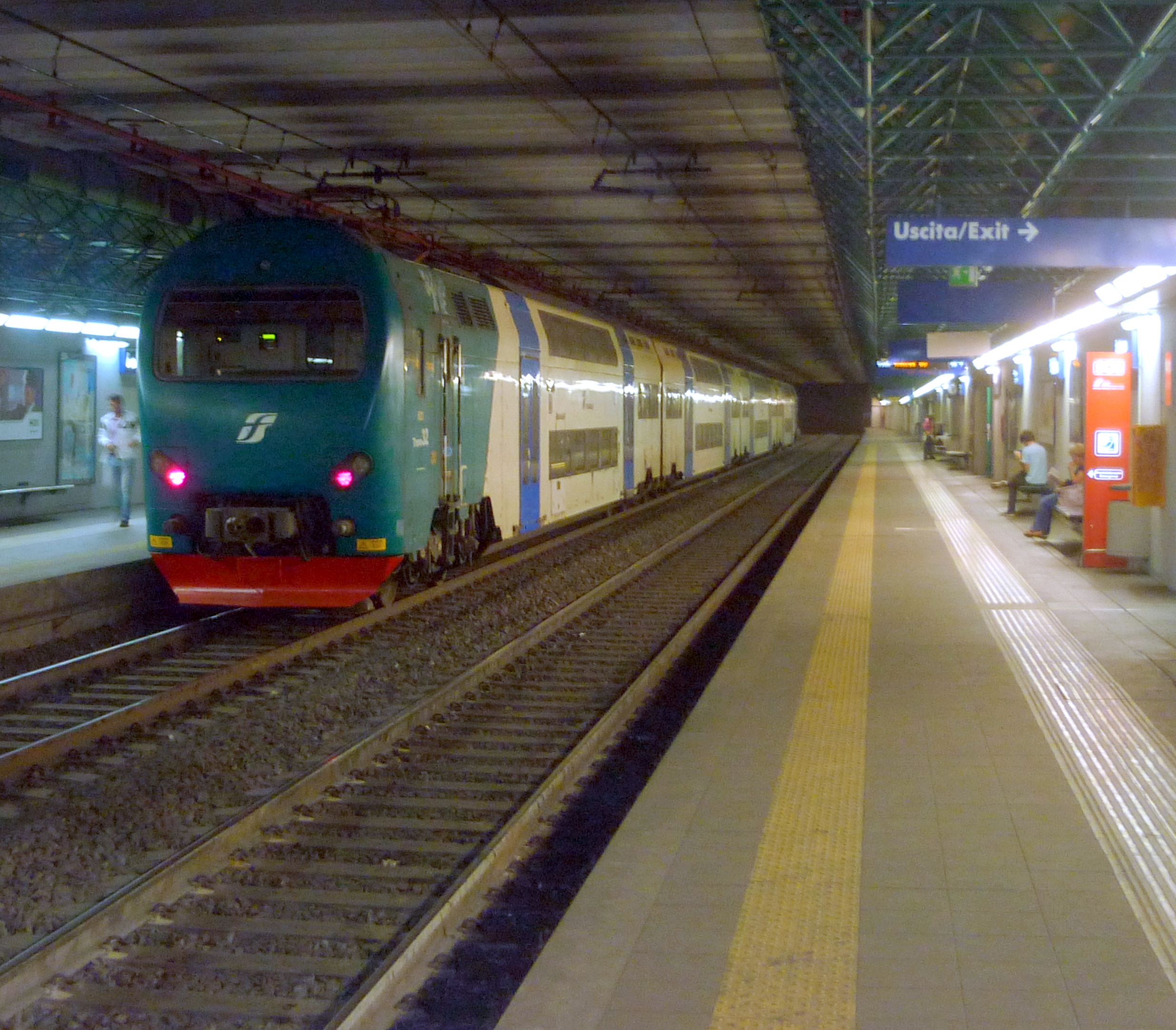
Am Bahnhof Balduina
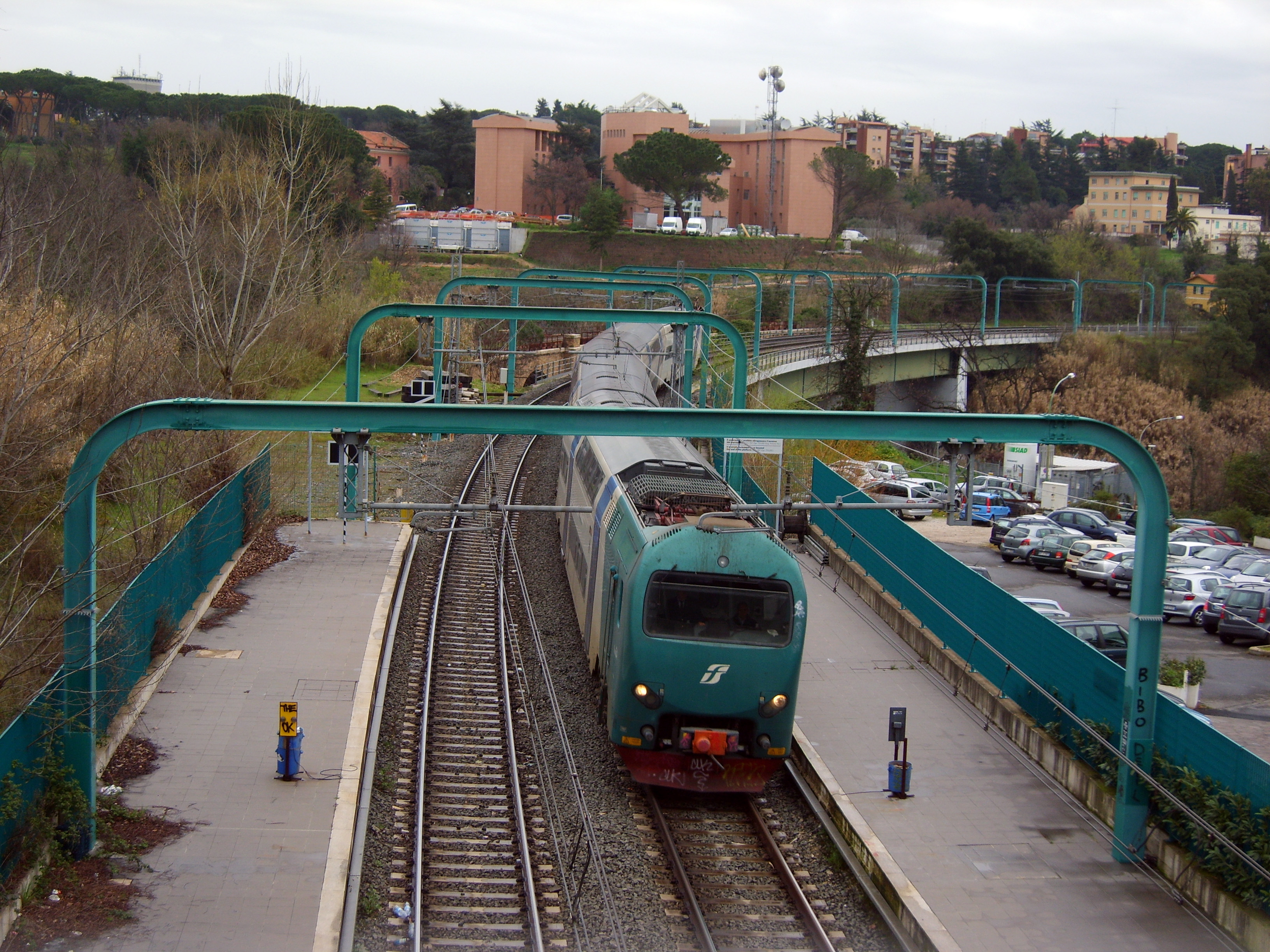
Bahnhof Gemelli
Liniennetz der Ferrovie Laziali
FL-Linien und U-Bahn-Netz in Rom (2020)